# 1374 en santé et médecine
| Années de la santé et de la médecine : 1371 - 1372 - 1373 - 1374 - 1375 - 1376 - 1377    |
| Décennies de la santé et de la médecine : 1340 - 1350 - 1360 - 1370 - 1380 - 1390 - 1400 |

Cet article présente les faits marquants de l'année 1374 en santé et médecine.

## Événements
- Le roi Charles V ordonne aux propriétaires de maisons parisiennes d'y installer des latrines pour « éviter l'infection et puanteur au-dedans desdites maisons et en garantir celles qui sont voisines[1] ».
- Érection de l'hôpital d'Auxonne, en Franche-Comté[2].
- Fondation de l'hôpital Saint-Jean de Verdun en Franche-Comté[3].
- Un hôpital[4] est mentionné à Newykestrete[5] dans le Sussex en Angleterre, dans le testament de John de Bishopstone, chancelier de Chichester[6].
- La cité de Reggio d'Émilie, en Italie, prend les premières mesures de quarantaine connues[7].

## Personnalité
- 1356-1374 : fl. Étienne Degat, maître en médecine à Avignon, médecin du couvent Sainte-Catherine, confrère de la Major[8].

## Naissance
- Jean Cadard (mort en 1449), médecin des enfants du roi Charles VI et précepteur du Dauphin, puis Premier médecin et conseiller de Charles VII[9].

## Décès
- Ibn al-Khatib (né en 1313), historien, homme de lettres et médecin arabe andalou, auteur, parmi d'autres nombreux ouvrages de médecine, de l'Amal Man Tabba Li-Man Habba, traité de pathologie dédié au sultan du Maroc Ibrahim ibn Ali[10].